# Росія на літніх Олімпійських іграх 2000
|       | Золото | Срібло | Бронза | Всього |
| ----- | ------ | ------ | ------ | ------ |
| Росія | 32     | 28     | 29     | 89     |

Збірна Росії була представлена на літніх Олімпійських іграх 2000 в Сіднеї Олімпійським Комітетом Росії. У неофіційному загальнокомандному заліку збірна Росії посіла друге місце, поступившись збірній США.

## Нагороди

### Золото
| Золото |                            |                                      |
| №      | Спортсмени                 | Вид спорту (дисципліна)              |
| 1      | Олег Саїтов                | Бокс (до 67 кг)                      |
| 2      | Олександр Лебзяк           | Бокс (до 81 кг)                      |
| 3      | Сергій Клюгін              | Легка атлетика (стрибки у висоту)    |
| 4      | Ірина Привалова            | Легка атлетика (400 м з бар'єрами)   |
| 5      | Олена Єлесіна              | Легка атлетика (стрибки у висоту)    |
| 6      | Дмитро Саутін Ігор Лукашин | Стрибки у воду (синхронні, вишка)    |
| 7      | Віра Ільїна Юлія Пухлини   | Стрибки у воду (синхронні, трамплін) |
| 8      | Євген Кафельников          | Теніс (одиночний розряд)             |

### Срібло
| Срібло |                                   |                                      |
| №      | Спортсмени                        | Вид спорту (дисципліна)              |
| 1      | Раїмкуль Малахбеков               | Бокс (до 54 кг)                      |
| 2      | Гайдарбек Гайдарбеков             | Бокс (до 75 кг)                      |
| 3      | Султан-Ахмед Ібрагімов            | Бокс (до 91 кг)                      |
| 4      | Любов Брулетова                   | Дзюдо (до 48 кг)                     |
| 5      | Ольга Кузенкова                   | Легка атлетика (метання молота)      |
| 6      | Тетяна Лебедєва                   | Легка атлетика (потрійний стрибок)   |
| 7      | Лариса Пелешенко                  | Легка атлетика (штовхання ядра)      |
| 8      | Олена Прохорова                   | Легка атлетика (семиборство)         |
| 9      | Олександр Попов                   | Плавання (100 м, вільний стиль)      |
| 10     | Дмитро Саутін Олександр Доброскок | Стрибки у воду (синхронні, трамплін) |
| 11     | Олена Дементьєва                  | Теніс (одиночний розряд)             |

### Бронза
| Бронза |                                                                                                  |                                     |
| №      | Спортсмени                                                                                       | Вид спорту (дисципліна)             |
| 1      | Каміль Джамалутдінов                                                                             | Бокс (до 57 кг)                     |
| 2      | Олександр Малетін                                                                                | Бокс (до 60 кг)                     |
| 3      | Юрій Стьопкін                                                                                    | Дзюдо (до 100 кг)                   |
| 4      | Тамерлан Тменов                                                                                  | Дзюдо (понад 100 кг)                |
| 5      | Володимир Андреєв                                                                                | Легка атлетика (ходьба на 20 км)    |
| 6      | Денис Капустін                                                                                   | Легка атлетика (потрійний стрибок)  |
| 7      | Сергій Макаров                                                                                   | Легка атлетика (метання списа)      |
| 8      | Максим Тарасов                                                                                   | Легка атлетика (стрибки з жердиною) |
| 9      | Тетяна Котова                                                                                    | Легка атлетика (стрибки у довжину)  |
| 10     | Світлана Гончаренко Ольга Котлярова Наталія Назарова Ірина Привалова Юлія Сотнікова Олеся Зикіна | Легка атлетика (естафета 4 x 400)   |
| 11     | Роман Слуднов                                                                                    | Плавання (100 м, брас)              |
| 12     | Дмитро Саутін                                                                                    | Стрибки у воду (вишка)              |
| 13     | Дмитро Саутін                                                                                    | Стрибки у воду (трамплін)           |

## Медалі з видів спорту
| Спорт                            | Золото | Срібло | Бронза | Загалом |
| Боротьба                         | 6      | 2      | 1      | 9       |
| Спортивна гімнастика             | 5      | 5      | 5      | 15      |
| Легка атлетика                   | 3      | 4      | 6      | 13      |
| Фехтування                       | 3      | 0      | 1      | 4       |
| Бокс                             | 2      | 3      | 2      | 7       |
| Стрибки у воду                   | 2      | 1      | 2      | 5       |
| Художня гімнастика               | 2      | 0      | 1      | 3       |
| Стрибки на батуті                | 2      | 0      | 0      | 2       |
| Синхронне плавання               | 2      | 0      | 0      | 2       |
| Стрільба                         | 1      | 3      | 2      | 6       |
| Велоспорт                        | 1      | 1      | 2      | 4       |
| Теніс                            | 1      | 1      | 0      | 2       |
| Гандбол                          | 1      | 0      | 0      | 1       |
| Сучасне п'ятиборство             | 1      | 0      | 0      | 1       |
| Волейбол                         | 0      | 2      | 0      | 2       |
| Дзюдо                            | 0      | 1      | 2      | 3       |
| Важка атлетика                   | 0      | 1      | 2      | 3       |
| Водне поло                       | 0      | 1      | 1      | 2       |
| Плавання                         | 0      | 1      | 1      | 2       |
| Веслування на байдарках та каное | 0      | 1      | 0      | 1       |
| Тхеквондо                        | 0      | 1      | 0      | 1       |
| Академічне веслування            | 0      | 0      | 1      | 1       |

## Склад Олімпійської збірної Росії

### Велоспорт

#### Гонки на треку
Всього спортсменів — 3
Після кваліфікації найкращі спортсмени за часом проходили в раунд на вибування, де проводили заїзди одночасно зі своїм суперником. Найкращі спортсмени за часом проходили в наступний раунд.
Чоловіки
| Спортсмен         | Змагання                           | Кваліфікація | Кваліфікація | 1\ \ 4 фіналу | 1\ \ 2 фіналу | Фінал Матч за 3-е місце | Місце |
| Спортсмен         | Змагання                           | Час          | Місце        | Суперник Час  | Суперник Час  | Суперник Час            | Місце |
| ----------------- | ---------------------------------- | ------------ | ------------ | ------------- | ------------- | ----------------------- | ----- |
| Володимир Карпець | індивідуальна гонка переслідування | 4:31,342     | 11           |               | Не пройшов    | Не пройшов              | 11    |
| Олексій Марков    | індивідуальна гонка переслідування | 4:31,589     | 13           |               | Не пройшов    | Не пройшов              | 13    |

Переможці визначалися за результатом одного змагального дня. У гіті переможців визначали за найкращим часом, показаному на певній дистанції, а в гонці за очками та Медісоні за кількістю набраних балів.
Жінки
| Спортсмен      | Змагання    | Результат       | Місце |
| Спортсмен      | Змагання    | Час Очки        | Місце |
| -------------- | ----------- | --------------- | ----- |
| Оксана Гришина | Гіт з місця | 36,169 (+2,029) | 15    |

### Дзюдо
Спортсменів — 3
Змагання з дзюдо проводилися за системою на вибування. У втішні раунди потрапляли спортсмени, програвши півфіналістам турніру. Двоє спортсменів, що здобули перемогу у втішному раунді, в поєдинку за бронзу билися з переможеними у півфіналі.
Чоловіки
| Спортсмен    | Категорія | 1/32               | 1/16                                | 1/8                                | Чвертьфінали       | Півфінали          | Перший доп. раунд                     | Втішний чвертьфінал | Втішний півфінал   | За 3 місце Фінал   | Місце |
| Спортсмен    | Категорія | Суперник Результат | Суперник Результат                  | Суперник Результат                 | Суперник Результат | Суперник Результат | Суперник Результат                    | Суперник Результат  | Суперник Результат | Суперник Результат | Місце |
| ------------ | --------- | ------------------ | ----------------------------------- | ---------------------------------- | ------------------ | ------------------ | ------------------------------------- | ------------------- | ------------------ | ------------------ | ----- |
| Євген Стань  | до 60 кг  |                    | Маноло Пулот (CUB) пор. 0000 — 1001 | Не пройшов                         | Не пройшов         | Не пройшов         | Айдин Смагулов (KGZ) пор. 0000 — 1010 | Не пройшов          | Не пройшов         | Не пройшов         | 13    |
| Іслам Маціев | до 66 кг  |                    | Мартін Ріос (ARG) поб. 0200 — 0000  | Іван Баглай (KAZ) пор. 1000 — 0011 | Не пройшов         | Не пройшов         | Не пройшов                            | Не пройшов          | Не пройшов         | Не пройшов         | 18    |

Жінки
| Спортсмен       | Категорія | 1/16               | 1/8                                  | Чвертьфінали                          | Півфінали                                  | Перший доп. раунд  | Втішний чвертьфінал | Втішний півфінал   | За 3 місце Фінал                   | Місце |
| Спортсмен       | Категорія | Суперник Результат | Суперник Результат                   | Суперник Результат                    | Суперник Результат                         | Суперник Результат | Суперник Результат  | Суперник Результат | Суперник Результат                 | Місце |
| --------------- | --------- | ------------------ | ------------------------------------ | ------------------------------------- | ------------------------------------------ | ------------------ | ------------------- | ------------------ | ---------------------------------- | ----- |
| Любов Брулетова | до 48 кг  |                    | Вікторія Данн (GBR) поб. 1000 — 0000 | Амаріліс Савон (CUB) поб. 0010 — 0001 | Анна-Марія Граданте (GER) поб. 1110 — 0000 |                    |                     |                    | Реко Тамура (JPN) пор. 0000 — 1000 |       |

### Плавання
Спортсменів — 21
В наступний раунд на кожній дистанції проходили найкращі спортсмени за часом, незалежно від місця зайнятого в своєму запливі.
Чоловіки
| Спортсмен                                                                     | Змагання              | Попередні запливи | Попередні запливи | Півфінали  | Півфінали  | Фінал      | Фінал      |
| Спортсмен                                                                     | Змагання              | Результат         | Місце             | Результат  | Місце      | Результат  | Місце      |
| ----------------------------------------------------------------------------- | --------------------- | ----------------- | ----------------- | ---------- | ---------- | ---------- | ---------- |
| Андрій Капралов                                                               | 200 м вільний стиль   | 1:49,92           | 13                | 1:49,04    | 10         | Не пройшов | Не пройшов |
| Олексій Філіпець                                                              | 400 м вільний стиль   | 3:52,21           | 14                |            |            | Не пройшов | Не пройшов |
| Сергій Остапчук                                                               | 100 м на спині        | 56,26             | 18                | Не пройшов | Не пройшов | Не пройшов | Не пройшов |
| Роман Слуднов                                                                 | 100 м брас            | 1:02,15           | 10                | 1:01,15    | 2          | 1:00,91    |            |
| Дмитро Коморники                                                              | 100 м брас            | 1:01,87           | 7                 | 1:01,88    | 10         | Не пройшов | Не пройшов |
| Олексій Ковригін                                                              | 400 м комплекс        | 4:22,21           | 17                |            |            | Не пройшов | Не пройшов |
| Денис Піманков Андрій Капралов Дмитро Чернишов Олександр Попов Леонід Хохлов* | 4х100 м вільний стиль | 3:19,70           | 6                 |            |            | DSQ        | -          |

Жінки
| Спортсменка                                            | Змагання              | Попередні запливи | Попередні запливи | Півфінали  | Півфінали  | Фінал      | Фінал      |
| Спортсменка                                            | Змагання              | Результат         | Місце             | Результат  | Місце      | Результат  | Місце      |
| ------------------------------------------------------ | --------------------- | ----------------- | ----------------- | ---------- | ---------- | ---------- | ---------- |
| Надія Чемезова                                         | 400 м вільним стилем  | 4:10,76           | 6                 |            |            | 4:10,37    | 5          |
| Ірина Уфімцева                                         | 400 м вільним стилем  | 4:15,41           | 17                |            |            | Не пройшла | Не пройшла |
| Наталія Сутягіна                                       | 100 м батерфляєм      | 59,50             | 10                | 59,30      | 11         | Не пройшла | Не пройшла |
| Катерина Виноградова                                   | 100 м батерфляєм      | 1:01,54           | 31                | Не пройшла | Не пройшла | Не пройшла | Не пройшла |
| Ірина Раєвська                                         | 100 м на спині        | 1:04,76           | 29                | Не пройшла | Не пройшла | Не пройшла | Не пройшла |
| Ольга Бакалдіна                                        | 100 м брас            | 1:10,53           | 17                | Не пройшла | Не пройшла | Не пройшла | Не пройшла |
| Оксана Мотузка                                         | 400 м комплекс        | 4:45,07           | 10                |            |            | Не пройшла | Не пройшла |
| Любов Юдіна Марина Чепуркова Катерина Кіба Інна Яіцька | 4х100 м вільний стиль | 3:46,79           | 10                |            |            | Не пройшли | Не пройшли |

* — брали участь лише в попередньому запливі

### Стрибки у воду
Спортсменів — 7
В індивідуальних стрибках у попередніх раундах складалися результати кваліфікації та півфінальних стрибків. За їх результатами у фінал проходило 12 спортсменів. У фіналі вони починали з результатами півфінальних стрибків.
У синхронних стрибках спортсмени стартували одразу з фінальних стрибків
Чоловіки
| Спортсмен                         | Змагання            | Кваліфікація | Кваліфікація | Півфінал | Півфінал | Всього | Фінал      | Фінал      | Всього | Місце |
| Спортсмен                         | Змагання            | Очков        | Місце        | Очков    | Місце    | Всього | Очков      | Місце      | Всього | Місце |
| --------------------------------- | ------------------- | ------------ | ------------ | -------- | -------- | ------ | ---------- | ---------- | ------ | ----- |
| Дмитро Саутін                     | трамплін            | 444,51       | 3            | 240,24   | 1        | 684,75 | 462,96     | 3          | 703,20 |       |
| Олександр Доброскок               | трамплін            | 377,34       | 17           | 221,28   | 11       | 598,62 | Не пройшов | Не пройшов | 598,62 | 13    |
| Дмитро Саутін                     | вишка               | 444,51       | 3            | 240,24   | 1        | 684,75 | 462,96     | 3          | 703,20 |       |
| Ігор Лукашин                      | вишка               | 432,15       | 11           | 179,94   | 15       | 612,09 | 444,57     | 7          | 624,51 | 7     |
| Дмитро Саутін Олександр Доброскок | синхронний трамплін |              |              |          |          |        |            |            | 329,97 |       |
| Дмитро Саутін Ігор Лукашин        | синхронна вишка     |              |              |          |          |        |            |            | 365,04 |       |

Жінки
| Спортсмен                              | Змагання            | Кваліфікація | Кваліфікація | Півфінал | Півфінал | Всього | Фінал      | Фінал      | Всього | Місце |
| Спортсмен                              | Змагання            | Очков        | Місце        | Очков    | Місце    | Всього | Очков      | Місце      | Всього | Місце |
| -------------------------------------- | ------------------- | ------------ | ------------ | -------- | -------- | ------ | ---------- | ---------- | ------ | ----- |
| Юлія Пухлини                           | трамплін            | 316,08       | 3            | 236,43   | 4        | 552,51 | 333,99     | 4          | 570,42 | 4     |
| Віра Ільїна                            | трамплін            | 305,25       | 5            | 237,81   | 3        | 543,06 | 317,34     | 7          | 555,15 | 6     |
| Світлана Тімошініна                    | вишка               | 309,21       | 7            | 160,47   | 15       | 469,68 | 318,42     | 5          | 478,89 | 8     |
| Євгенія Ольшевська                     | вишка               | 271,05       | 18           | 166,98   | 11       | 438,03 | Не пройшла | Не пройшла | 438,03 | 16    |
| Юлія Пухлини Віра Ільїна               | синхронний трамплін |              |              |          |          |        |            |            | 332,64 |       |
| Світлана Тімошініна Євгенія Ольшевська | синхронна вишка     |              |              |          |          |        |            |            | 288,30 | 6     |

### Стрільба
Спортсменів — 8
Після кваліфікації найкращі спортсмени за очками проходили у фінал, де продовжували з очками, набраними у кваліфікації. У деяких дисциплінах кваліфікація не проводилася. Там спортсмени виявляли найсильнішого в один раунд.
Чоловіки
| Спортсмен          | Змагання       | Кваліфікація | Місце | Фінал      | Місце      | Всього | Місце |
| ------------------ | -------------- | ------------ | ----- | ---------- | ---------- | ------ | ----- |
| Володимир Гончаров | Пістолет, 10 м | 579          | 9     | Не пройшов | Не пройшов | 579    | 9     |
| Борис Кокорєв      | Пістолет, 10 м | 572          | 26    | Не пройшов | Не пройшов | 572    | 26    |
| Олексій Аліпов     | треп           | 114          | 9     | Не пройшов | Не пройшов | 114    | 9     |
| Сергій Любомиров   | треп           | 106          | 32    | Не пройшов | Не пройшов | 106    | 32    |

Жінки
| Спортсмен         | Змагання        | Кваліфікація | Місце | Фінал      | Місце      | Всього | Місце |
| ----------------- | --------------- | ------------ | ----- | ---------- | ---------- | ------ | ----- |
| Любов Галкіна     | Гвинтівка, 10 м | 395          | 2     | 101,7      | 3          | 496,7  | 4     |
| Тетяна Голдобіна  | Гвинтівка, 10 м | 389          | 32    | Не пройшла | Не пройшла | 389    | 32    |
| Світлана Смирнова | Пістолет, 10 м  | 384          | 6     | 99,7 ]     | 2          | 483,7  | 4     |
| Ольга Кузнєцова   | Пістолет, 10 м  | 386          | 4     | 96,4       | 7          | 482,4  | 7     |

### Тріатлон
Спортсменів — 1
Тріатлон дебютував у програмі літніх Олімпійських ігор. Змагання складалися з 3 етапів — плавання (1,5 км), велоспорт (40 км), біг (10 км).
Жінки
| Спортсмен      | Змагання          | Плавання | Велоспорт  | Біг      | Підсумкове час | Місце | Відставання |
| -------------- | ----------------- | -------- | ---------- | -------- | -------------- | ----- | ----------- |
| Ніна Анісімова | особиста першість | 19:47,58 | 1:05:42,00 | 37:56,77 | 2:03:26,35     | 12    | +02:45,83   |

### Важка атлетика
Спортсменів — 1
У рамках змагань із важкої атлетиці проводяться дві вправи — ривок та поштовх. У кожній із вправ спортсмену дається 3 спроби, в яких він може замовити будь—яку вагу, кратну 2,5 кг. Переможець визначається за сумою двох вправ.
Чоловіки
| Спортсмен       | Категорія | Вага  | Ривок | Ривок | Ривок | Поштовх | Поштовх | Поштовх | Всього | Місце |
| Спортсмен       | Категорія | Вага  | 1     | 2     | 3     | 1       | 2       | 3       | Всього | Місце |
| --------------- | --------- | ----- | ----- | ----- | ----- | ------- | ------- | ------- | ------ | ----- |
| Олексій Бортків | до 62 кг  | 61,82 | 130,0 | 130,0 | 130,0 | —       | —       | —       | DNF    | —     |